# 竜骨 (船)

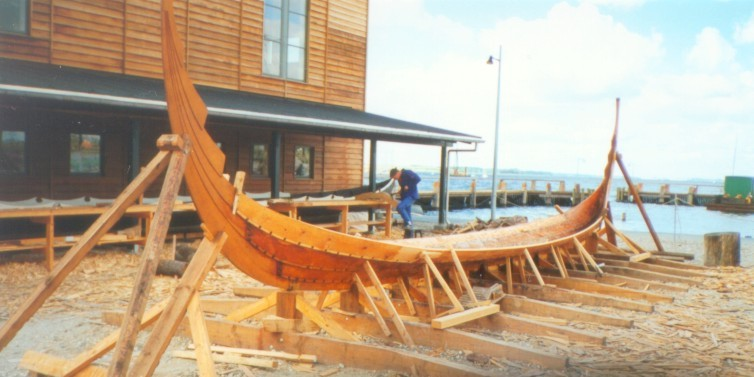
竜骨、および船底部分のプランキングをいくつか組み上げた状態。ロングシップ（文化的背景を含む船種を指す語であり「長い船」という字義通りの意味ではない）に近い。デンマークにて。

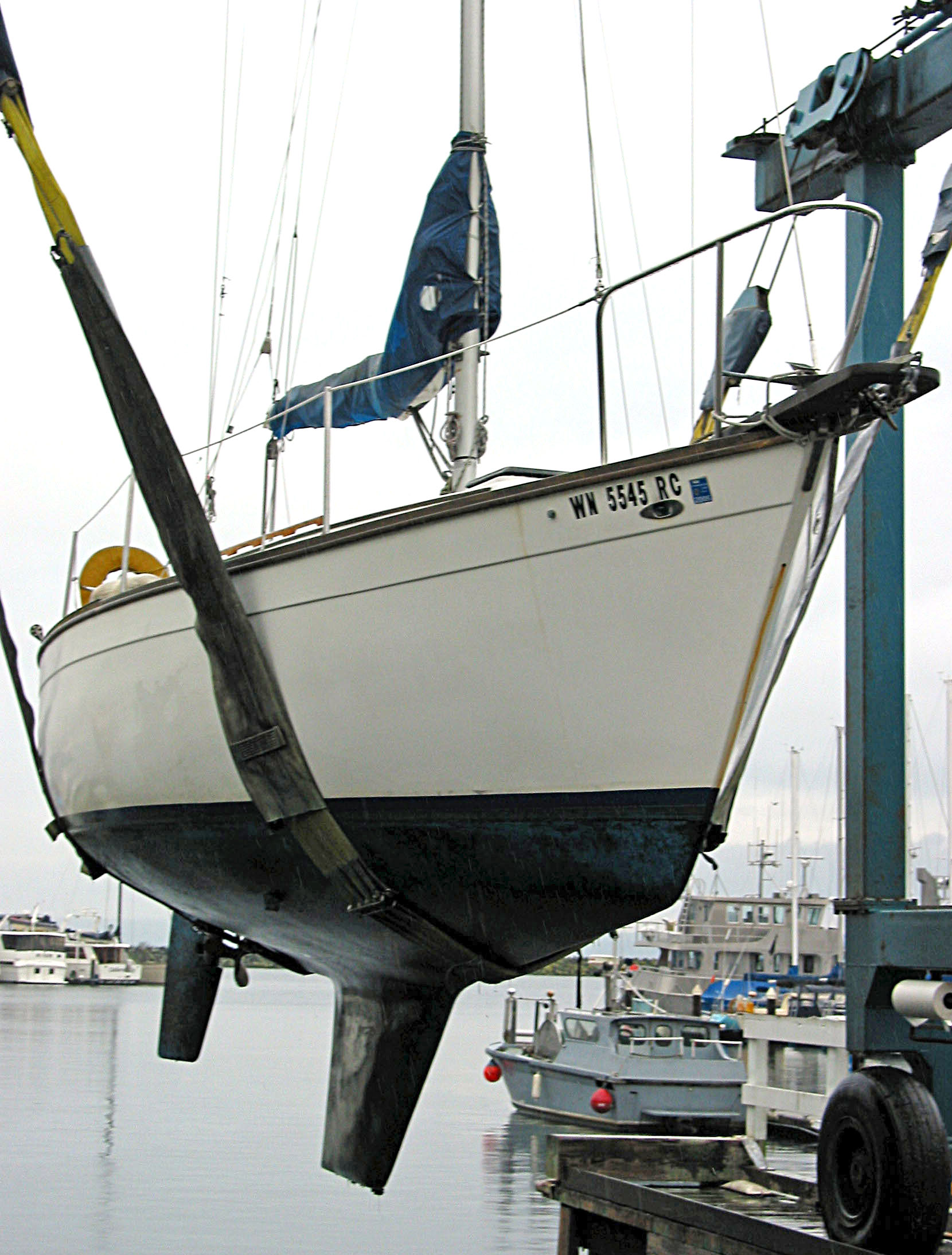
セーリング・クルーザーのフィンキール。船体中央、下に突き出している部分。斜め横向きの力を前進力に変える。また数百kgの錘が入っており復原力も生む。

竜骨（りゅうこつ、英: keel）は、船舶の構造材のひとつで、船底中央を縦に、船首から船尾にかけて通すように配置される強度部材。本来は唐船の船底（カワラ）の名称だが英語のキール(keel)の訳に当てられている。
また、飛行船など船舶以外の輸送機器においても、同様の効果を持つ底部構造材を竜骨と呼称する場合もある。

## 唐船
中国における古典的な造船では、まず竜骨を船の前後方向に準備し、竜骨に対して直角（船の左右方向）に肋材を組み、それを梁によって固定することから始まり、この基礎部分が船の強度の源となる。
船の各部に十二支の動物を象った名称が当てられており（鼠橋（矢倉への梯子）、牛欄（矢倉の手すり）、虎尾（帆控え索）、兎耳（帆柱頂部の挟み）、水蛇（防舷材）、馬面（帆摺）、羊頭（双係柱）、猴袋（物入れ）、鶏桿（船底の敷板）、狗牙（船底の索を固定している部材）、木危猪（帆柱の控木））、竜骨もその一つである。太く長いことから竜の背骨にたとえて竜骨と称された。

## 和船
和船では舳から艫まで船底を通る縦通材を間切航（まぎりがわら）とも呼んだ。

## 洋式船舶のキール

### 概念
キール(keel)は船底に突き出した部分で、帆船には欠かせない構造であり、バラストの役割や風圧で風下に流されるリーウェイ(Leeway)を防ぐために水圧を発生させる役割を持っていた。しかし、汽船では帆船にみられるこのような突起部は無用な抵抗を生じる。
一方で鋼船構造の船舶が現れ船底外板がすべて平板になってもキールと呼ばれており、本来のキールの意味からは外れるが平板竜骨（Flat keel）と呼ばれることがある。 現代のFRP船やタンカー等は外板のみの船底の構造の船舶もある。
日本では江戸末期に西洋の造船技術が導入されたが、訳が付けにくく、唐船の竜骨が採用された。
なお、キールは船の主要部材で隻数の単位にもなっている。

### セーリング・クルーザー

ロングキール

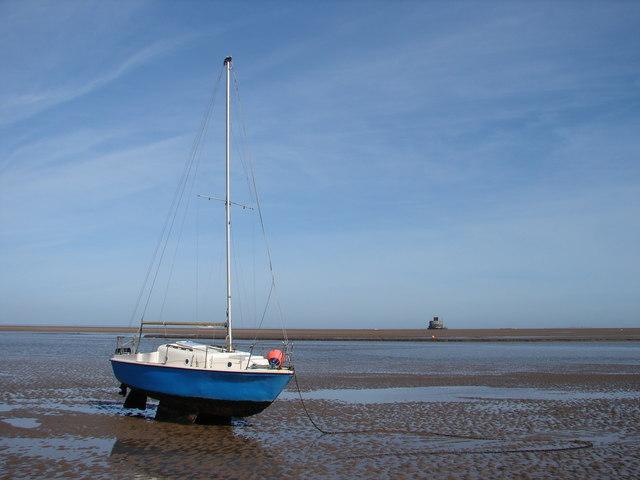
ツインキール

セイルが風を受けて生じる力、およびキールが水から得る抗力。船体を傾ける向きのモーメントが発生する。

Aが船体にはたらく浮力。Gがキールにはたらく重力。結果として船を水平に戻そうとする復原力が生じる。

ヨットにおける「キール」は、「竜骨」と呼ばれるような船体の応力を受け持つ部材ではなく、翼のような働きをする水面下の構造である。帆走の際に、水から抗力を得て、船の横滑りを減少させる役割がある。
セーリング・クルーザー（ヨット）では、抗力および復原力を発生させる役割を荷う。キール内に錘を入れており（例えば艇の長さ20～30フィートのものでは数百kg程度）、復原力つまり船体を水平に戻す力も生む。キールを重くすると復原力が増す。
前後に長いタイプを「ロングキール」と言う。しばしば舵と一体化している。ロングキールの船は直進性に優れるが、舵を切っても方向転換しにくい性質を持つ。
前後は短く上下に長いタイプを「フィンキール」と言う。舵とは独立している。舵を切った時の反応の良さ、旋回性能は優れるが、直進性では劣る。また上下に長いため喫水も深くなる。競技用のヨットではこのフィンキールが採用されている。
キールが二つあるタイプ、特に左右に二つ配置されたタイプを「ツインキール」と言う。2つにしたことにより、ひとつ当たりの上下の長さは短くすませることができ、喫水が短くて済む。また、干潮時やビーチングと言う浜への乗り上げをした時でも艇が水平に保たれ、左右に倒れない。
特に世界的なヨットレースなど、高度なレベルで熾烈な戦いが行われているレースにおいては、キールの形状も勝敗の一大要因となる。最近の技術としてはカンティングキールと称するもので、キールを風上側に傾けることで、より強い風に対しても傾き（ヒール）を小さく抑えることができる。
最近ではさらにキールで揚力を発生させて浮力を発揮させるとともに、風下側に水中翼（ハイドロフォイル）を設置して風下側でも浮力を発生することで、船尾（スターン）以外は船全体を水上に浮かして速力を上げる機構が現れ、世界一周レースVendee Globe（ヴァンデ・グローブ）などでは上位の船は殆どがカンティングキールと水中翼を備えるに至っている。
またアメリカスカップのような高速レースでは双胴船の風上側と風下側にL字型の水中翼（ダガーボード）を備え、高速では船体を完全に浮上させて戦われるようになっている。一方、カンティングキールや水中翼は海上の異物に接触することで破壊されやすく、長距離レースではこれらの損傷によりリタイアする例も増えている。
さらに2021年からのアメリカスカップではAC75と呼ばれる単胴船に左右およびスターンに合計３個の水中翼を設置し、高速では完全に船体を浮上させ、また左右の可動式キールで重量をバランスさせるような機構が採用され、2017年に用いられた双胴船AC45F、AC45S、ACCよりさらに高速化され最高速度は時速80キロを超えている。ここにいたり、キールが浮上中には安定性を保つ機能を完全に失うまでに至っている。
各出場チームが様々な工夫をこらした設計を行い、一般にその形状は極秘事項で図面閲覧や写真撮影も、さらに肉眼で見ることも許可されず、上架の時にはカバーシートで隠される。そのため、極秘裏にダイバーを雇い潜らせ競合チームのキールの形状の情報を得る、などということが行われることもあったが、最近のアメリカスカップでは各チームが全く同じクラスの船体を使い戦うようになっている。